# Pécs-Kertvárosi református templom
A Pécs-Kertvárosi református templom Pécs-Megyer városrészben található református templom.

## Története
1987-ben döntöttek a templom építéséről, amelyet 1989-ben kezdtek el építeni. A tervezője Tillai Ernő volt. 5 évig építették, majd 1995-ben szentelték föl a templomot.
1998 októberében emelték be harangtoronyba a két harangot. Az alábbi idézeteket vésték rájuk: „Ma, ha az Ő szavát halljátok, ne keményítsétek meg a szíveteket!” és „Soli Deo Gloria!!”, azaz „Egyedül Istené a dicsőség”
2014 márciusában adták át a 159 ormánsági stílusú fakazettát. Ugyanebben az évben készült el a Pécsi Orgonaépítő Manufaktúra Kft. orgonája, ami a bejárattal szemben kapott helyet.